# 와타나베 시몬
와타나베 시몬(일본어: 渡邉 志門, 1990년 12월 10일~)는 일본의 축구 선수이다.

## 구단 경력
그는 2009년부터 2012년까지 준텐도 대학에서 활동하였다. 2013년부터 2016년까지 Leven Pro, North Star FC, FNQ FC Heat에서 뛰었다. 2017년 J3리그의 아술 클라로 누마즈로 이적했다.